# Ergebnisse der Kommunalwahlen in Forst (Lausitz)
- Linke: 2
- SPD: 4
- Grüne: 1
- GfF: 3
- BVB/FW: 1
- FDP: 1
- CDU: 5
- AfD: 11

Wählergruppe Unabhängig Links im Verband BVB/Freie Wähler.
In den folgenden Listen werden die Ergebnisse der Kommunalwahlen in Forst (Lausitz) aufgelistet. Es werden die Ergebnisse der Wahlen zur Stadtverordnetenversammlung ab 2003 angegeben.
Das Feld der Partei, die bei der jeweiligen Wahl die meisten Stimmen bzw. Sitze erhalten hat, ist farblich gekennzeichnet.

## Parteien
- AfD: Alternative für Deutschland
- CDU: Christlich Demokratische Union Deutschlands
- DSU: Deutsche Soziale Union
- FDP: Freie Demokratische Partei
- Grüne: Bündnis 90/Die Grünen
- Linke: Die Linke (ab 2008)
- PDS: Partei des Demokratischen Sozialismus (bis 2003)
- Piraten: Piratenpartei Deutschland
- REP: Die Republikaner
- Schill: Schill-Partei
- SPD: Sozialdemokratische Partei Deutschlands

## Wählergruppen
- EWV: Einzelwahlvorschläge
- GfF: Gemeinsam für Forst
- Klinge: Klinger Runde
- LwU: Landwirtschaft und Umwelt
- uL-FW: Unabhängig Links – BVB/FW
- UWG-SPN: Unabhängige Wählergemeinschaft Spree-Neiße

## Abkürzung
- Wbt.: Wahlbeteiligung

## Wahlen zur Stadtverordnetenversammlung
Stimmenanteile der Parteien in Prozent
| Jahr | Wbt. | CDU  | PDS/Linke | SPD  | FDP  | GRÜNE | AfD  | Piraten | Klinge | GfF  | uL-FW | LwU | Schill | DSU | UWG-SPN | EWV |
| ---- | ---- | ---- | --------- | ---- | ---- | ----- | ---- | ------- | ------ | ---- | ----- | --- | ------ | --- | ------- | --- |
| 2003 | 38,5 | 33,2 | 25,9      | 19,5 | 9,5  | 1,4   | –    | –       | –      | –    | –     | 2,4 | 4,2    | –   | –       | 4,0 |
| 2008 | 44,3 | 24,2 | 28,9      | 23,0 | 14,3 | –     | –    | –       | –      | –    | –     | 3,1 | –      | 2,6 | –       | 3,9 |
| 2014 | 38,8 | 34,3 | 24,5      | 19,1 | 9,5  | –     | –    | 2,5     | 2,2    | –    | –     | 2,6 | –      | 2,1 | –       | 3,3 |
| 2019 | 53,7 | 16,8 | 14,4      | 12,5 | 7,0  | 2,8   | 30,0 | 1,0     | 1,0    | 13,3 | –     | –   | –      | –   | –       | 1,1 |
| 2024 | 60,6 | 17,8 | 6,2       | 14,3 | 4,4  | 1,8   | 38,0 | –       | –      | 9,5  | 5,1   | –   | –      | –   | 0,7     | 2,2 |

Sitzverteilung
| Jahr | Sitze | CDU | Linke | SPD | FDP | GRÜNE | AfD | Piraten | Klinge | GfF | uL-FW | LwU | Schill | DSU | UWG-SPN | EWV |
| ---- | ----- | --- | ----- | --- | --- | ----- | --- | ------- | ------ | --- | ----- | --- | ------ | --- | ------- | --- |
| 2003 | 28    | 9   | 7     | 5   | 3   | –     | –   | –       | –      | –   | –     | 1   | 1      | –   | –       | 2   |
| 2008 | 28    | 7   | 8     | 6   | 4   | –     | –   | –       | –      | –   | –     | 1   | –      | 1   | –       | 1   |
| 2014 | 28    | 9   | 7     | 5   | 3   | –     | –   | 1       | 1      | –   | –     | 1   | –      | –   | –       | 1   |
| 2019 | 28    | 5   | 4     | 4   | 2   | 1     | 8   | –       | –      | 4   | –     | –   | –      | –   | –       | –   |
| 2024 | 28    | 5   | 2     | 4   | 1   | 1     | 11  | –       | –      | 3   | 1     | –   | –      | –   | –       | –   |